# Christian Dailly
Christian Dailly (ur. 23 października 1973 w Dundee) – szkocki piłkarz grający na pozycji środkowego obrońcy lub defensywnego pomocnika w Portsmouth.

## Kariera klubowa
Dailly urodził się w Dundee, a karierę piłkarską rozpoczął w tamtejszym klubie Dundee United. 2 sierpnia 1990 roku w wieku 16 lat podpisał profesjonalny kontrakt z tym klubem i 21 sierpnia zadebiutował w Scottish Premier League stając się najmłodszym zawodnikiem w historii klubu. W swoim pierwszym sezonie zdobył dla Dundee 5 goli oraz dotarł do finału Pucharu Szkocji. Jednak w wyjściowym składzie United zaczął grywać w sezonie 1993/1994 i wtedy też wywalczył swoje pierwsze trofeum - zdobył Puchar Szkocji. W finale przeciwko Rangers F.C. zaliczył asystę przy jedynym golu w meczu, zdobytym przez Craiga Brewstera. W sezonie 1994/1995 spadł jednak z Dundee do Division One, a po spadku tej drużyny został mianowany kapitanem. Na koniec sezonu 1995/1996 powrócił z Dundee do Premiership.
12 sierpnia 1996 roku Dailly podpisał kontrakt z beniaminkiem angielskiej Premiership, Derby County. Kwota tego transferu wyniosła milion funtów. W lidze zadebiutował 17 sierpnia w zremisowanym 3:3 domowym spotkaniu z Leeds United. W całym sezonie opuścił tylko dwa spotkania i przyczynił się do pozostania 
Derby w lidze. W sezonie 1997/1998 także pomógł Derby w uniknięciu degradacji i zdobył m.in. pierwszego gola w angielskiej lidze.
22 sierpnia 1998 roku Christian został piłkarzem innego klubu z Premiership, Blackburn Rovers. Kosztował 5,3 miliona funtów, a swój pierwszy mecz w barwach Rovers rozegrał 29 sierpnia przeciwko Leicester City (1:0 dla Blackburn). W Blackburn więcej czasu przesiadywał jednak na ławce rezerwowych i zaliczył 17 spotkań ligowych. Na koniec sezonu zespół spadł jednak z ligi. Na boiskach Division One Daily rozegrał 43 spotkania i zdobył 4 gole, jednak drużyna Rovers nie zdołała powrócić do Premiership, a w sezonie 2000/2001 Szkot stracił miejsce w składzie ekipy prowadzonej przez Graeme Sounessa.
18 stycznia 2001 Dailly przeszedł do West Ham United, który zapłacił za niego 1,75 miliona funtów, a już 4 dni później wystąpił w zremisowanym 1:1 meczu z Charltonem Athletic. W West Ham miał pewne miejsce w podstawowym składzie, ale w sezonie 2002/2003 został z nim zdegradowany o klasę niżej. W Division One, następnie zwanej Football League Championship, grał przez dwa lata i w 2005 roku „Młoty” awansowały do Premiership po barażach. Tam Christian występował jeszcze przez kolejne dwa sezony.
20 września 2007 roku Dailly został wypożyczony do grającego w Championship, Southampton F.C. 22 września zagrał w spotkaniu z Barnsley F.C., a z czasem jego wypożyczenie przedłużono o kolejny miesiąc na skutek kontuzji graczy bloku defensywnego zespołu "Świętych". Łącznie wystąpił w 11 ligowych spotkaniach tej drużyny.
30 stycznia 2008 roku Christian podpisał półroczny kontrakt ze szkockim Rangers F.C. 3 tygodnie później rozegrał swój pierwszy mecz w nowym klubie, w meczu Pucharu UEFA przeciwko Panathinaikosowi. 1 czerwca 2009 roku został wolnym zawodnikiem, ale wkrótce podpisał kontrakt z angielskim Charlton Athletic.
| Sezon   | Klub              | Kraj    | Rozgrywki                    | Mecze | Bramki |
| ------- | ----------------- | ------- | ---------------------------- | ----- | ------ |
| 1990/91 | Dundee United     | Szkocja | Scottish Premier League      | 18    | 5      |
| 1991/92 | Dundee United     | Szkocja | Scottish Premier League      | 8     | 0      |
| 1992/93 | Dundee United     | Szkocja | Scottish Premier League      | 14    | 4      |
| 1993/94 | Dundee United     | Szkocja | Scottish Premier League      | 38    | 4      |
| 1994/95 | Dundee United     | Szkocja | Scottish Premier League      | 33    | 4      |
| 1995/96 | Dundee United     | Szkocja | Scottish First Division      | 30    | 1      |
| 1996/97 | Derby County      | Anglia  | Premiership                  | 36    | 3      |
| 1997/98 | Derby County      | Anglia  | Premiership                  | 30    | 1      |
| 1998/99 | Derby County      | Anglia  | Premiership                  | 1     | 0      |
| 1998/99 | Blackburn Rovers  | Anglia  | Premiership                  | 17    | 0      |
| 1999/00 | Blackburn Rovers  | Anglia  | Division One                 | 43    | 4      |
| 2000/01 | Blackburn Rovers  | Anglia  | Division One                 | 9     | 0      |
| 2000/01 | West Ham United   | Anglia  | Premiership                  | 12    | 0      |
| 2001/02 | West Ham United   | Anglia  | Premiership                  | 38    | 0      |
| 2002/03 | West Ham United   | Anglia  | Premiership                  | 26    | 0      |
| 2003/04 | West Ham United   | Anglia  | Division One                 | 43    | 3      |
| 2004/05 | West Ham United   | Anglia  | Football League Championship | 4     | 0      |
| 2005/06 | West Ham United   | Anglia  | Premiership                  | 22    | 0      |
| 2006/07 | West Ham United   | Anglia  | Premiership                  | 14    | 0      |
| 2007/08 | Southampton F.C.  | Anglia  | Football League Championship | 11    | 0      |
| 2007/08 | Rangers F.C.      | Szkocja | Scottish Premier League      | 12    | 2      |
| 2008/09 | Rangers F.C.      | Szkocja | Scottish Premier League      | 9     | 0      |
| 2009/10 | Charlton Athletic | Anglia  | Football League One          | 6     | 1      |

## Kariera reprezentacyjna
11 września 1990 Dailly zadebiutował w młodzieżowej reprezentacji Szkocji U-21 w spotkaniu z Rumunią i licząc 16 lat stał się najmłodszym piłkarzem w swoim kraju, który zagrał w kadrze U-21. Łącznie rozegrał w niej 34 spotkania, co jest światowym rekordem w tej kategorii wiekowej.
W pierwszej reprezentacji Szkocji Dailly zadebiutował 27 maja 1997 roku w przegranym 0:1 towarzyskim spotkaniu z Walią. W 1998 roku został powołany przez Craiga Browna do kadry na mundial we Francji. Tam zagrał we wszystkich trzech spotkaniach grupowych: przegranym 1:2 z Brazylią, zremisowanym 1:1 z Norwegią i przegranym 0:3 z Marokiem. Obecnie jest zawodnikiem z największym stażem w kadrze narodowej Szkotów.